# Adrian Jones

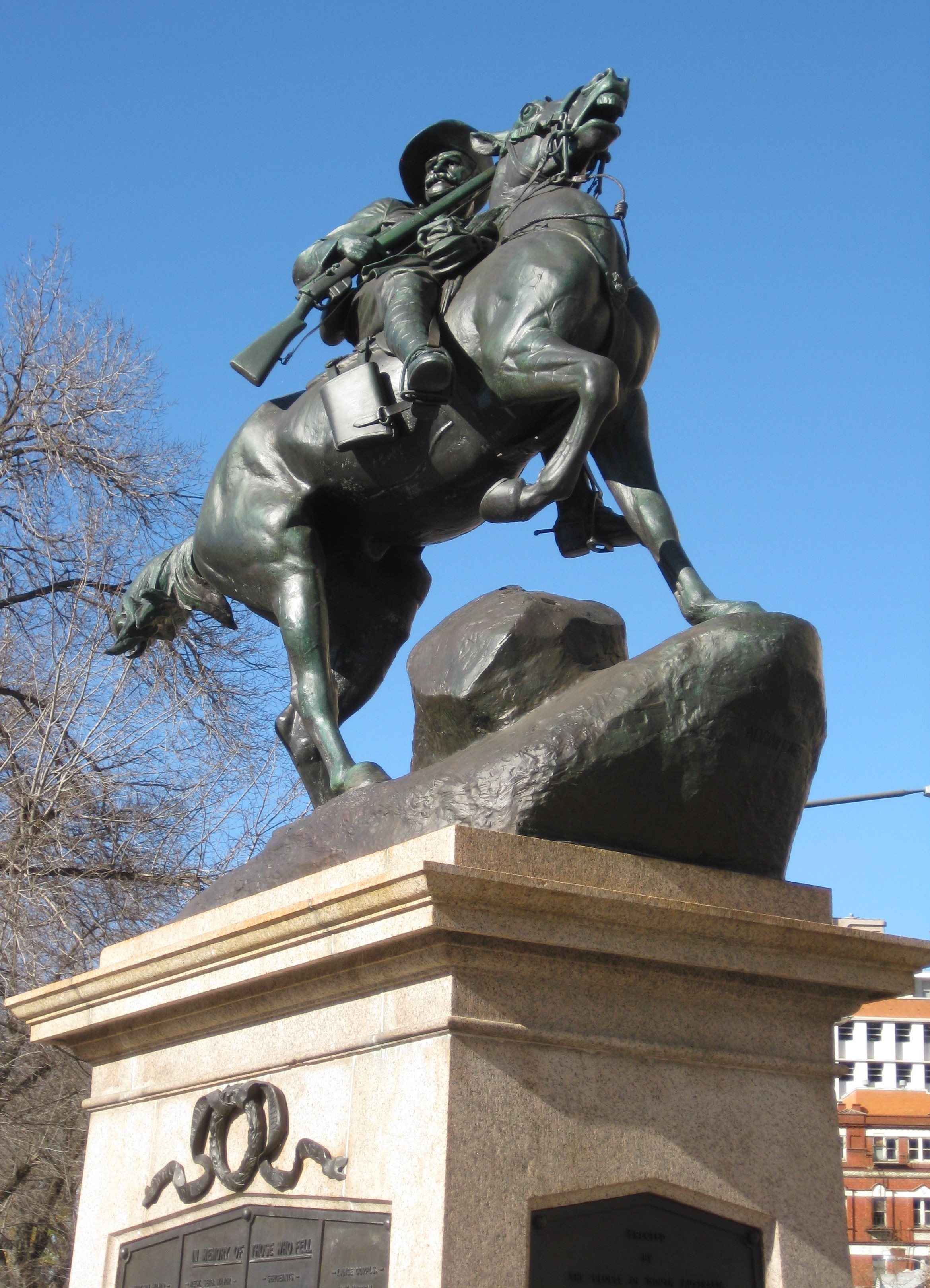
Monument voor de Boerenoorlog

Alfred Adrian (Adrian) Jones (Ludlow, 9 februari 1845 - Londen, 24 januari 1938) was een Brits dierenarts en beeldhouwer.

## Leven en werk
Jones studeerde diergeneeskunde aan het Royal Veterinary College en diende vervolgens in het leger als veterinair officier bij de Royal Horse Artillery. Hij nam onder andere deel aan de Nijlexpeditie en de Eerste Boerenoorlog. In 1890 verliet hij het leger en richtte zich op beeldhouwen.
Jones kreeg privélessen van de beeldhouwer Charles Bell Birch. Jones' werk is figuratief, paarden, honden, militairen en jachtvoorstellingen vormden daarin de hoofdmoot. Een bekend werk van hem is de bronzen quadriga op de Wellington Arch in het Londense Hyde Park Corner (1912). Werk van Jones is ook buiten Engeland te vinden, zoals het monument voor in de Tweede Boerenoorlog omgekomen Australiërs in Adelaide.
Jones exposeerde geregeld, zowel bij de Royal Academy als bij de Parijse salon. Hij was lid van de Royal British Society of Sculptors. Hij schilderde ook wel en maakte daarbij voornamelijk portretten en landschappen. In 1907 werd hij benoemd tot Member of the Victorian Order. Jones overleed na een aantal weken ziekte door influenza en bronchitis.
- Art Gallery of South Australia: 3812
- Bibliothèque nationale de France: cb15076390c (data)
- International Standard Name Identifier: 0000 0001 1467 4258
- Library of Congress Control Number: n97005595
- RKD-Nederlands Instituut voor Kunstgeschiedenis: 42516
- Système universitaire de documentation: 153602600
- Union List of Artist Names: 500016656
- Virtual International Authority File: 9123039
- WorldCat: E39PBJp9qYyfq6hbMWYpgFmrv3